# Liceo José Enrique Rodó
El Liceo José Enrique Rodó es una institución de educación secundaria uruguaya, numerado 1 dentro del dominio público. Se encuentra ubicado en la calle Andes 1180, en el Barrio Centro, Montevideo. 
Es un liceo centenario, junto con el Liceo Héctor Miranda, uno de los primeros liceo públicos uruguayos.

## Historia
El 13 de enero de 1916, a instancias del Poder Ejecutivo y mediante la promulgación de una nueva ley por parte del Poder Legislativo son creados los primeros liceos de Montevideo, los numerados 1 y 2.
Ambas instituciones estarían bajo la tutela de la Sección de Enseñanza Secundaria y Preparatoria de la Universidad de la República. 
En sus inicios se ubicó en una antigua propiedad en el Centro de Montevideo y en 1918 mediante ley fue dedicado al escritor, periodista y político uruguayo José Enrique Rodó, fallecido en 1917. En los años sesenta su sede fue declarada como Monumento Histórico Nacional, aunque posteriormente fue desafectada como tal. Fue sede de la institución hasta la adquisición de su actual ubicación, sobre la calle Andes 1180. A diferencia de otras instituciones centenarias de educación secundaria, el liceo 1 nunca contó con un edificio construido para tal fin.

## Arte
En su actual sede se encuentra la Sala Museo Liceo N° 1 José Enrique Rodó. 
En 2018 en la fachada del liceo el artista Nicolás Sánchez realizó un mural el con una frase de José Enrique Rodó:

"Aspiren a desarrollar la plenitud de su ser."
José Enrique Rodó, en 1900.

En el interior de la institución se halla el mural “Luna y Tambor” pintado en 2002, del artista uruguayo Carlos Páez Vilaró.

## Galería

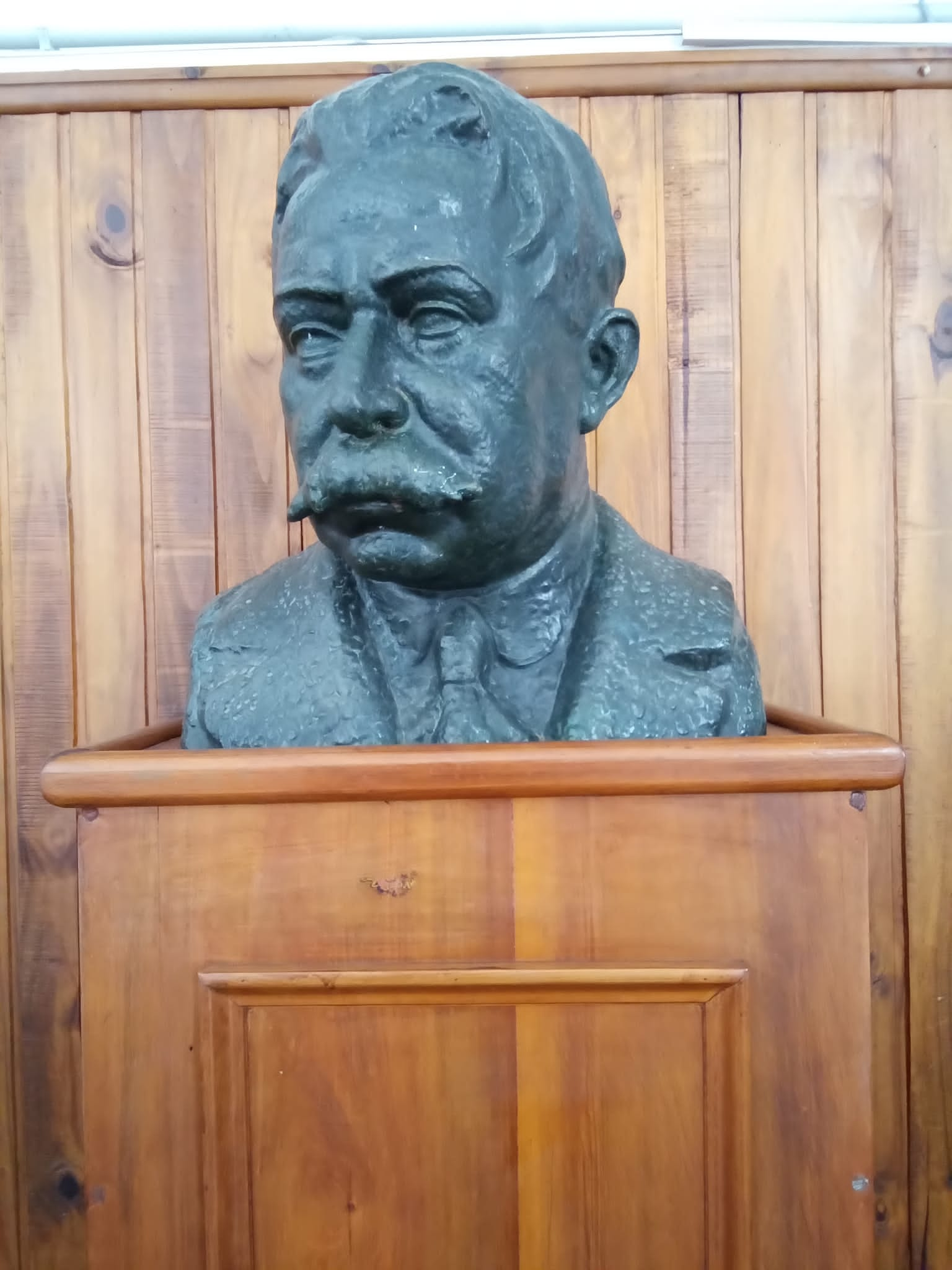
José Enrique Rodó
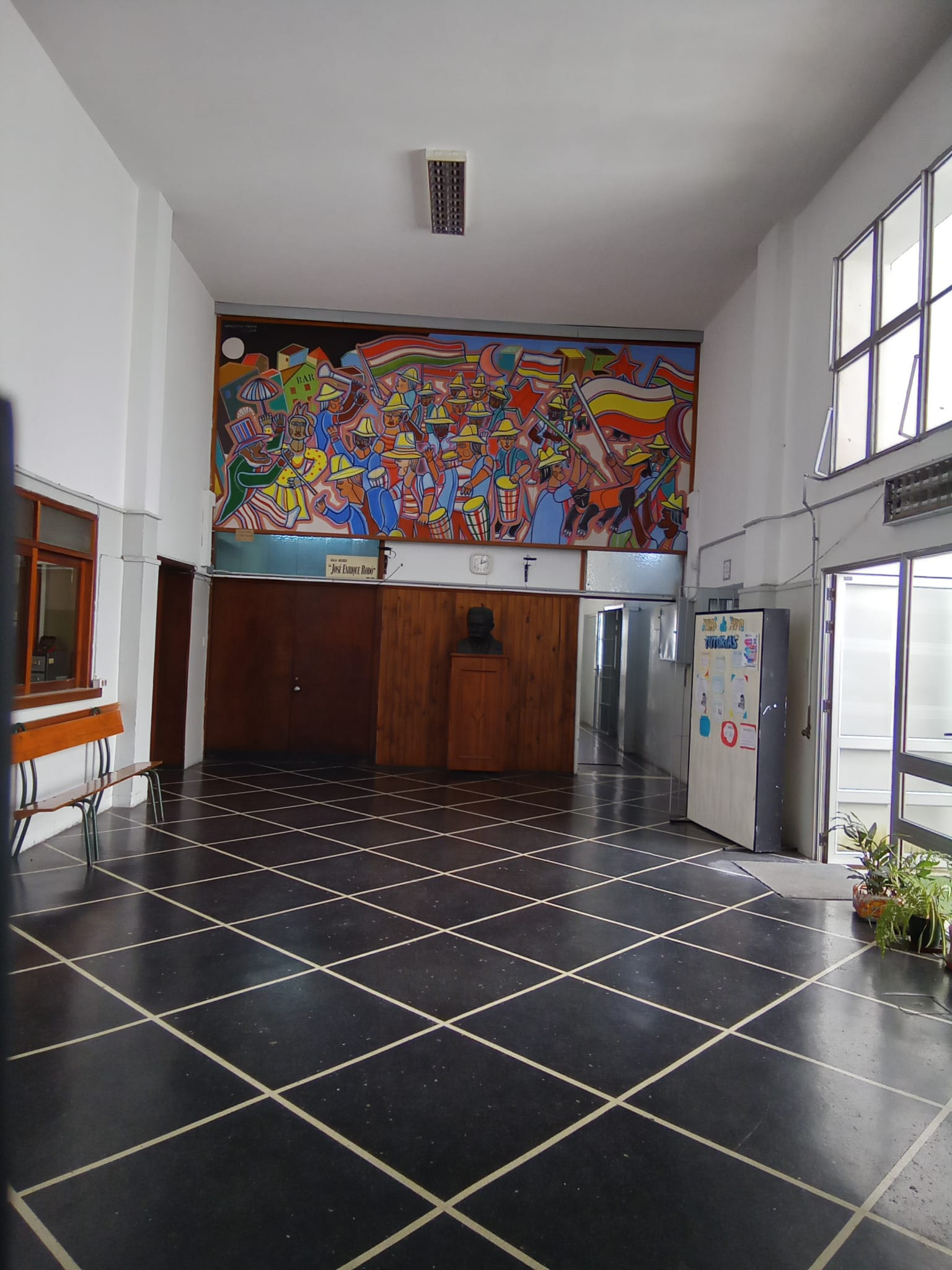
Entrada en 2023.
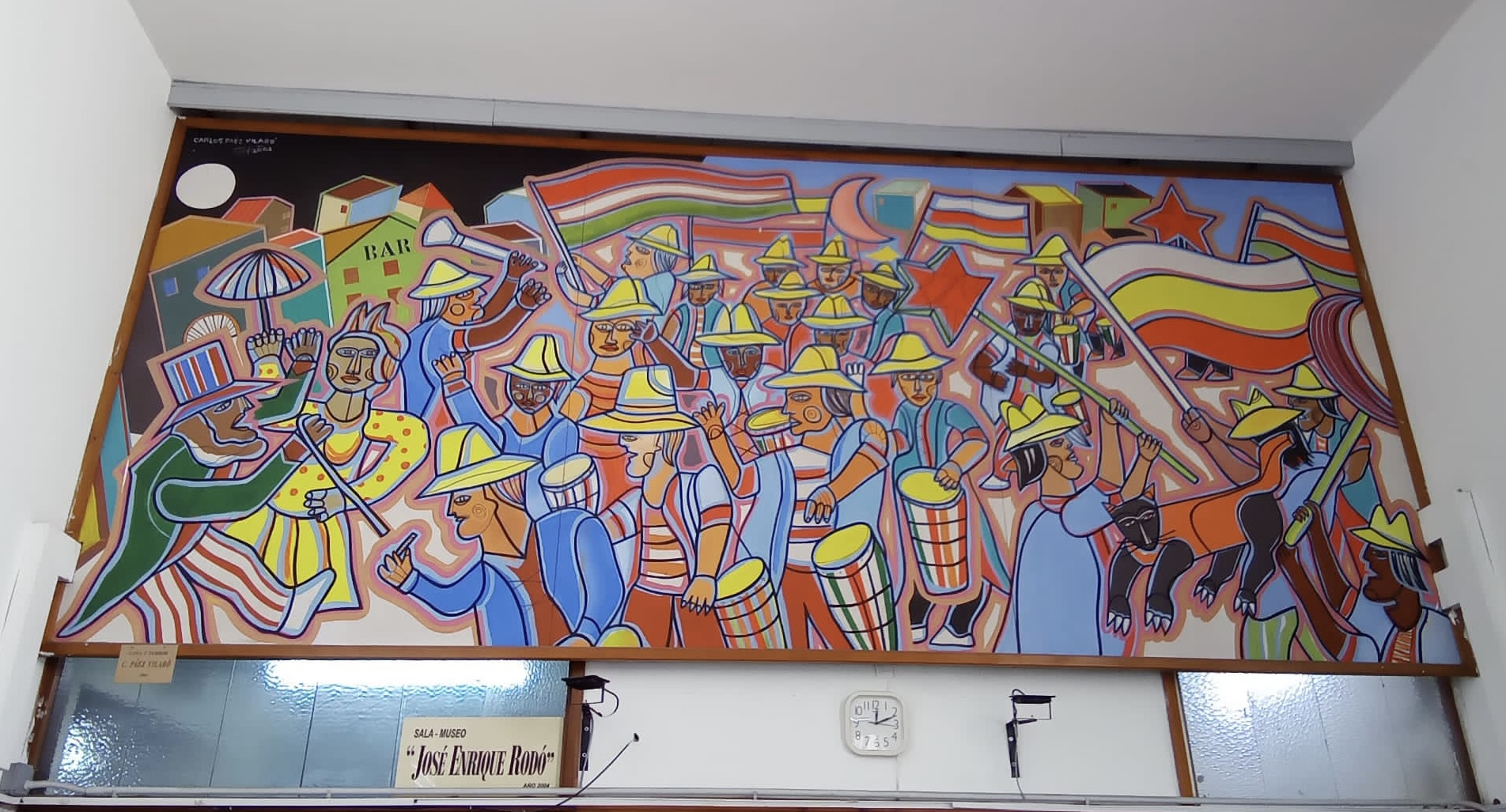
Carlos Páez Vilaró “Luna y Tambores” en 2002.